# Byttneria fontis
Byttneria fontis är en malvaväxtart som beskrevs av C. L. Cristobal. Byttneria fontis ingår i släktet Byttneria och familjen malvaväxter. Inga underarter finns listade i Catalogue of Life.